# 張瑛
張瑛（1919年1月25日—1984年12月14日），本名張溢生，男，前香港電影導演、電影及電視演員，同胞兄弟姊妹排行第十四，所以人稱「十四哥」。演技爐火純青，可忠可奸，戲路縱橫，是香港粵語片年代的明星小生，贏得「千面小生」之美譽。

## 生平
早年畢業於香港華仁書院後，因病母而不能東渡日本留學。後來他認識了姜白谷、沈吉誠和周詩祿等參與了第一部電影《夜明珠》。童星李小龍常與之結片緣，對手戲還有白燕等。張瑛與吳楚帆、張活游和李清合稱為當年的電影界粵語片「四大小生」，演技精湛，亦正亦邪，除了文藝片外，亦曾與白燕（飾殷素素）合作參與第一代的金庸武俠片《倚天屠龍記》飾演張翠山一角。主演超過400部電影，他是香港電影界中主演影片最多的男演員，曾經在同一日同一條街道上分別拍三組戲，他曾經一年內主演過四十七部電影。張瑛除了做過演員、佈景道具設計、劇務、甚至導演，曾創辦「大群」、「華僑」等電影公司，亦曾執導10多部電影。他曾參與和吴楚帆、白燕等創辦了「中聯電影企業有限公司」的電影工作，包括名作有《家》（1953）、《春》（1953）、《秋》（1954）等。
1930年代至60年代，張瑛一直雄霸影壇鰲頭，拍電影超過400部以上，有「電影皇帝」之稱。50年代，張瑛在電影中飾演的角色千變萬化，最常見的是忠厚老實類型。加上張瑛玉樹臨風的外型，確實迷倒不少女觀眾。70年代他轉拍電視劇，寶刀不老，凡出演的角色都相當成功，在香港擁有眾多劇迷，又稱「電影電視雙料皇帝」。
1970年代開始，張瑛同時轉向電視圈發展參演電視劇集。1971年3月正式與無綫電視簽約，但翌年張瑛被指出工作態度散漫，最後由時任無綫電視製作部經理蔡和平下令與張瑛提前解約，張更批評無綫旗下節目《歡樂今宵》是「馬騮戲」事件中沒有最後鬧上法庭。
1974年，與無綫電視鬧翻後張瑛轉投麗的電視期間也曾經演出過幾部電影及多部電視劇，張瑛飾演的角色多樣化，可為上流社會人物正派中人，如《鱷魚淚》中的呂淦、《變色龍》的程有財、《天蠶變》的武當掌門青松（電視劇版）、《怒劍鳴》中的岳飛後人岳世豪、《湖海爭霸錄》中的張居正、《武俠帝女花》中的崇禎等；也可飾演較為下流的奸商或偽君子，如《大地恩情》中的那位滿口仁義道德，披著儒家孔孟道德衣冠，但行為與卑鄙小人没有太大差别的假道學教書先生孫學齋、電影《狂龍》中的黑道老大、電影《發錢寒》中的投機商人陳千億等等角色深入人心。他於1983年後期在亞視生前最後参演的作品有《劍仙李白》、《鐵膽英雄》等。
另外，張瑛在麗的擔任基本演員時，讓萬梓良作乾兒子。
1970年代初，張瑛在電影中多演一些多情公子，或正義禀然的人物，一下子要他變作一個色中餓鬼，將他昔日忠厚老實形象化為烏有。對此張瑛則有個人的看法，他認為身為一個演員，不可以太計較演任何角色，祗要劇本所需，做演員的都一定要接受。既然圈中都封稱他為「千面小生」，固然之沒有一個固定的形象，千面即多面化的意思。
1984年12月，張瑛與狄龍、谷峰等明星赴美國主演電影《又見冤家》，拍攝還未全部完成，張瑛因中風於12月14日病逝於加拿大多倫多，他亦是最後生前的電影遺作。

## 家庭
張瑛共有四任妻子，包括梅綺、黃麗娟、楊茜及游桂珍。傳聞1960年「香港小姐」冠軍張慧雲是他女兒，但1960年6月14日，張慧雲發表聲明否認是張瑛女兒，而是張瑛乾女兒，化名張慧雲參選香港小姐,真名為胡柔,父母是胡伯全(向居台灣)及陳若何(演員)。與梅綺育有一女兒張露德，又名張可兒。與黃麗娟育有一子張澍輝。與第三任妻子楊茜育有一子張煒。乾兒子萬梓良。胞弟藍虹（張鐵生）是活躍於1939年至1952年的電影演員及製片。

## 軼事
曾在麗的電視1974年直播節目《麗視滿香江》（現場直播的綜藝節目），說出「《歡樂今宵》現在開始」（友台無綫電視節目），因張瑛本人在無綫電視工作時曾參與歡樂今宵演出，所以一時說錯話，幸而黄錫照（前麗的電視常務董事兼總經理）很大量，張瑛未有受罰。

## 電影作品

### 導演
- 蝙蝠大盜（1948年）
- 阿里山風雲（1949年）
- 家和萬事興（1956年）
- 第七號司機（1958年）
- 天官賜福（1958年）
- 血淚人生（1960年）
- 回魂夜（1962年）
- 血繡鞋（1962年）
- 千方百計搶財神（1962年）
- 倚天屠龍記（上集）（1963年）
- 倚天屠龍記（下集）（1963年）
- 鬼新娘（1964年）
- 鬼兇手（1964年）
- 頭獎馬票（1964年）
- 午夜招魂（1964年）
- 飄零雁（1965年）
- 小姐、先生、師奶（1967年）
- 燕娘（1969年）

### 演員
| - 金屋藏嬌（1937年）飾 高攀雲 - 回祖國去（1937年） - 鐵血鋤奸（1937年） - 桃色間諜（1938年） - 傀儡夫人（1938年） - 胭脂淚（1938年） - 上海火線後（1938年） - 古墓冤魂（1939年） - 夜送寒衣（1939年）飾 十二郎 - 摩登女招夫（1939年） - 醫死閻羅王（1939年） - 黑夜煞星（1939年）飾 張子玉 - 女響導之秘密（1939年） - 桃李爭春（1939年） - 血淚情花（1939年） - 女大思嫁（1939年） - 薄情郎（1939年） - 一曲魂銷（1939年） - 人海淚痕（1940年）飾 周平 - 銷魂柳（1940年）飾 風流公子 - 斬龍遇仙記（1940年）飾 興漢 - 牡丹亭（1940年）飾 柳夢梅 - 岳飛（1940年）飾 張憲 - 石鬼仔出世（1940年） - 疑雲疑雨（1940年） - 一代名花花影恨（1940年） - 烽火鴛鴦（1941年）飾 王家偉 - 阮氏三雄（1941年） - 花街神女（1941年）飾 張華 - 天上人間（1941年）飾 朱子清 - 錦繡前程（1941年）飾 張清 - 神秘小姐（1941年） - 今宵重見月團圓（1941年） - 民族的吼聲（1941年） - 正氣歌（1941年）飾 阿康 - 千金之子（1941年）飾 鄉下少爺 - 大都會（1941年） - 夜上海（1941年） - 好兒女（1941年） - 金屋藏嬌（1946年） - 紅樓鬼影（1947年） - 胡不歸（下卷）（1947年）飾 江三郎 - 黃金潮（1947年） - 何處是儂家（1947年）飾 張家驊 - 牛精良大鬧香港（1947年）飾 張雲 - 淚灑相思地（1947年） - 狂風雨後花（1947年） - 天賜良緣（1947年） - 蕩婦貞魂（1947年） - 生財有道（1947年） - 幾度春風（1948年）飾 林風 - 終須有日龍穿鳳（1948年）飾 唐以平 - 蝴蝶夫人（1948年）飾 夫婿 - 真假新郎（1948年） - 公子情深（1948年） - 同是天涯淪落人（1948年）飾 李亦民 - 曹綺文小姐出殯特輯（1948年） - 此恨編綿無絕期（1948年）飾 徐捷之 - 太太萬歲（1948年）飾 丈夫 - 朱門怨（1948年）飾 熊其芳 - 百子千孫（1948年）飾 張學銘 - 接財神（1948年）飾 蕭明瑚 - 妙手偷香（1948年）飾 假欽差雷天鳴 - 香閨香暖（1948年）飾 張雲 - 蝙蝠大盜（1948年） - 雷劈好心人（1948年） - 蝴蝶夫人（1948年）飾 畢家敦 - 鳳入龍樓（1949年）飾 毛先生 - 郎是春日風（1949年）飾 馬駿 - 孽海痴魂（上集）（1949年）飾 樂敬斌 - 連生貴子（1949年）飾 嚴富 - 有冤無路訴（1949年）飾 參議長長子 - 珠聯璧合（1949年）飾 程家熾 - 郎心碎妾心（1949年） - 斷腸花（1949年）飾 李亦民 - 雙喜臨門（1949年）飾 阿春 - 孽海痴魂（下集大結局）（1949年）飾 樂敬斌 - 寶玉奇緣（1949年）分飾 張大凌、張次凌 - 碧海恩仇（1949年） - 黑妖婦（1949年） - 飛燕迎春（1949年） - 烏龍夫妻（1950年）飾 周時光 - 罪惡鎖鍊（上集）（1950年）飾 李萬 - 經紀拉（1950年）飾 經紀拉 - 冷落斷腸花（1950年）飾 黃萬頃 - 妒潮（1950年）飾 成功 - 珠江淚（1950年）飾 官仔貴 - 南海漁歌（1950年）飾 阿根 - 萬劫情鴛（1950年）飾 陳競新 - 火燒九龍城（1950年）飾 李恩明 - 魔鬼家庭（1950年）飾 賈世豪 - 罪惡鎖鍊（下集）（1950年）飾 李萬 - 綺羅春夢（1950年）飾 唐幼章 - 大擺烏龍陣（1950年） - 千里送鵝毛（1950年）飾 阿茂 - 人海萬花筒（1950年） - 擺錯迷魂陣（1950年）飾 經紀拉 - 經紀拉與飛天南（1950年）飾 經紀拉 - 年晚錢（1950年）飾 車夫 - 緣盡今生（1950年）飾 何志強 - 井底冤魂（1950年） - 慾海遺恨（1950年）飾 劉奇 - 兒心碎母心（1950年）飾 李孟森 - 豪門棄婦（1950年）飾 蔣國華 - 人約黃昏後（1951年）飾 司徒再明 - 春滿瓊樓（1951年）飾 周一峰 - 斷腸母子心（1951年）分飾 王曉初、王文清 - 銀燈魔影（1951年）飾 張堅 - 野花那有家花香（1951年） - 羊城恨史（1951年）飾 唐清平 - 紙醉金迷（1951年）飾 李偉 - 零落斷腸花（1951年）飾 司徒晚成 - 大班周（1951年）飾 大班周 - 人之初（1951年）飾 陳經紀 - 對錯親家（1951年）飾 張興 - 天堂春夢（1951年）飾 梁一山 - 人海狂潮（1951年）飾 王劍非 - 雙料夫妻（1951年）飾 張家福 - 烏龍姻緣（1951年）飾 程森 - 繁華夢（1951年）飾 劉潮 - 茶花淚（1951年）飾 周達明 - 福至心靈（1951年）飾 古文基 - 泣殘紅（1951年）飾 許兢之 - 人海八大仙(1951) 飾 龍三公子 - 粉陣迷龍（1951年）飾 白京時 - 呷錯醋（1951年）飾 胡惠仁 - 人間慈父（1951年）飾 余大志 - 冷落春宵（1951年）飾 王世安 - 明星夢（1951年）飾 鷄仔添 - 唔嫁（1951年）飾 馮德英 - 霓裳恨（1951年）飾 薩罡華 - 別離人對奈何天（1951年）飾 文瑛 - 紅樓新夢（1951年）飾 賈寶玉 | - 怨婦情歌（1951年）飾 羅品佳 - 行錯姻緣路（1951年）飾 梁文英 - 孽債（1951年）飾 劉邦琪 - 誰憐後母心（1951年）飾 餘本善 - 彩鳳戲金龍（1951年）飾 汪彼得 - 凌貴興三打梁天來（1951年）飾 凌貴興 - 雪影寒梅（1951年）飾 王尊臣 - 一帆風順（1951年）飾 薛磊明 - 時來運到（1952年）飾 畢烈 - 一彎眉月伴寒衾（1952年） 飾 江炳芳 - 敗家仔（1952年）飾 鄺世昌 - 為情顛倒（1952年）飾 張白英 - 鸞鳳和鳴（1952年）飾 王吉 - 不夜天（1952年）飾 尹春冰 - 阿牛新傳（1952年）飾 阿牛 - 恩情深似海（1952年）飾 吳志強 - 天賜黃金（1952年）飾 朱大祥 - 摩登新娘（1952年）飾 張紹球 - 兩個刁蠻女三戲蕭月白（1952年）飾 蕭月白 - 夜桃源（1952年）飾 趙平伊 - 歌女紅玫瑰（1952年）飾 黃佐芬 - 難為了爸爸（1952年）飾 魯兆強 - 金屋藏嬌（1952年）飾 高攀雲 - 古靈精怪（1952年）飾 江楓 - 連環相思（1952年）飾 陳大明 - 女少爺（1952年）飾 高影痕 - 一丈紅（1952年）飾 阿童 - 燭影照魂歸（1952年）飾 莊伯鳴 - 發財添丁（1952年）飾 周大銘 - 一對胭脂馬（1952年）飾 李兆明 - 大話夾好彩（1952年）飾 張仕英 - 花開燕子歸（1952年）飾 許辛夫 - 財來自有方（1952年）飾 張文發 - 紅玲紅星私生活特輯（1952年） - 十載繁華一夢銷（1952年）飾 司馬雪松 - 新海角紅樓（1952年）飾 練秉真 - 新姑嫂劫（1952年） - 處處喜相逢（1953年）飾 張文清 - 有心唔怕遲（1953年）飾 李平 - 富貴花開並蒂蓮（1953年）分飾 何其昌、何其成 - 危樓春曉（1953年）飾 羅明 - 客串夫人（1953年）飾 酒店侍應張超 - 苦海明燈（1953年）飾 陳英傑 - 火樹銀花相映紅（1953年）飾 張立民 - 秋雨殘花（1953年）飾 李老四 - 家（1953年）飾 高覺慧 - 慈母淚（1953年）分飾 王嘉平（父）、王國基（子） - 賊美人（1953年） - 新婚記（1953年）飾 田夢 - 捷足先得（1953年）飾 張正聰 - 日出（1953年）飾 方達生 - 三喜臨門（1953年） - 情劫姊妹花（1953年）飾 楊勁風 - 玉碎花殘（1953年）飾 經理呂斯仁 - 家家戶戶（1954年）飾 章仲余 - 歷盡艱辛一婦人（1954年）飾 趙永春 - 自梳女（1954年）飾 阿強 - 錦繡人生（1954年）飾 馮裴迦 - 重婚淚（1954年）飾 張漢文 - 如此人生（1954年）飾 莫七 - 馬來亞之戀（1954年）飾 張冠瑜 - 改期結婚（1954年）飾 吳浩文 - 鳳閣重開姊妹花（1954年）飾 孟子卿 - 斷腸紅（1954年）飾 姚振國 - 人隔萬重山（1954年）飾 束羽琛 - 秋戀（1954年）飾 余家敏 - 不如歸（1954年）飾 黃愛華 - 人結人緣（1954年）飾 林雲山 - 離婚淚（1954年）飾 林子京 - 知足者貧亦樂（1954年）飾 楊家華 - 山長水遠（1954年）飾 關弓 - 紅葉夫人（1954年）飾 姚介德 - 程大嫂（1954年）飾 孔樹陵 - 簷前滴水（1955年）飾 胡永成 - 半夜奇談（1955年）飾 白朗秋 - 後窗（1955年）飾 余望遠 - 蕭月白正傳（下集）（1955年）飾 蕭月白 - 銀燈照玉人（1955年）飾 馬明華 - 好事成雙（1955年）飾 周文建 - 璇宮春色（1955年）飾 萬世寶 - 月向那邊圓（1955年） - 艷陽長照牡丹紅（1955年）飾 李漢宜 - 茶花女（1955年）飾 杜亞蒙 - 長相憶（1955年）飾 陳佩良 - 復活（1955年）飾 范俊傑 - 姑嫂情深（1955年）飾 張子庸 - 十字街頭（1955年）飾 梁德傑 - 蕭月白正傳（上集）（1955年）飾 蕭月白 - 山河戀（1955年）飾 宋明東 - 蜜月（1955年）飾 鄭建明 - 鄉村姑娘（1955年）飾 王耘 - 苦吻（1955年）飾 柳宗顯 - 銀鳳（1955年）飾 彩根 - 滿堂吉慶（1956年）飾 王文基 - 火（1956年）飾 劉波 - 出谷黃鶯（1956年）飾 邱游 - 倒亂乾坤（1956年）飾 白樂群、顧小鶴 - 新婚夫婦（1956年）飾 陸紹明 - 雲想衣裳花想容（1956年）飾 馬天虹 - 花依舊笑春風（1956年）飾 金德成 - 假鳳凰（1956年）飾 張仲華 - 孝道（1956年） - 亂世紅伶（1956年）飾 周志強 - 原野（1956年）飾 焦大星 - 世家子弟（1956年）飾 左啟文 - 風雨斷腸人（1956年）飾 劉志鴻 - 臥薪嘗膽（1956年）飾 范蠡 - 面子問題（1956年）分飾 馬永年、馮定德 - 家和萬事興（1956年）分飾 黄建成(父)、少雲(子) - 春風帶得燕歸來（1956年） - 血染黃金（1957年）飾 老董 - 魂歸離恨天（1957年）飾 蕭大昌 - 甜姐兒（1957年）飾 林君植 - 雷雨（1957年）飾 周萍 - 對錯親家（1957年）飾 杜少爺 - 誰是兇手（1957年）飾 呂大明 - 財星高照（1957年）飾 周財 - 璇宮艷史（上集）（1957年）飾 音樂家雅里 - 啼笑姻緣（1957年）飾 樊家樹 - 黛綠年華（1957年）飾 譚尊尼 - 花圓好合（1957年）飾 歐家虞 - 捉姦記（1957年）飾 楊建南 - 半下流社會（1957年）飾 王亮 - 小婦人（1957年）飾 尚官武 - 丈夫變了心（1958年）飾 張泰 - 殺妻案（1958年）飾 李志明 - 你是兇手（1958年）飾 李炳輝 - 第七號司機（1958年）飾 方偉 - 天官賜福（1958年）飾 黃紹明 - 大冬瓜（1958年）飾 趙得祿 - 美人春夢（1958年）飾 邵家威 - 終身大事（1958年） - 月宮寶盒（1958年）飾 阿密德王子 | - 璇宮艷史（續集）（1958年） 飾 音樂家雅里 - 兒心碎母心（1958年）飾 劉志明 - 歷盡滄桑一美人（1958年）飾 羅拔 - 駙馬艷史（1958年）飾 莫里士 - 刀下美人魂（1959年）飾 高明 - 白髮魔女傳（下集）（1959年）飾 卓一航 - 金枝玉葉（1959年）飾 洪志航 - 錢（1959年）飾 湯尼 - 豪門夜宴（1959年）飾 經紀王 - 無兵司令（1959年）飾 王志強 - 白髮魔女傳（大結局）（1959年）飾 卓一航 - 浪子嬌妻（1959年）飾 馬亨利 - 金山大少（1959年）飾 張家寶 - 白髮魔女傳（上集）（1959年）飾 卓一航 - 好冤家（1959年）飾 王家偉 - 鬥氣夫妻（1959年）飾 張永明 - 十兄弟（1959年）飾 蝦哥 - 書劍恩仇錄（上集）（1960年）分飾 乾隆皇、陳家洛 - 愁龍火鳳（1960年）飾 楊君仁 - 虹（1960年）飾 韋玉 - 七喜臨門（1960年）飾 高明 - 神燈（1960年）飾 亞拉丁 - 血淚人生（1960年）飾 李希雲 - 人（1960年）飾 張自强 - 雞鳴狗盜（1960年）飾 張維廉 - 慈母心（1960年）分飾 鍾紹裘（父）、鍾士華（子） - 血屋驚魂（1960年）飾 朱英超 - 毒手（1960年）飾 黃達明 - 我要活下去（1960年）飾 失業畫家孔喬 - 十兄弟怒海除魔（1960年）飾 蝦哥 - 三鳳求凰（1960年）飾 林俊 - 書劍恩仇錄（大結局）（1960年）分飾 乾隆皇、陳家洛 - 豪門孽債（1961年）飾 趙國緯 - 落霞孤鶩（1961年）飾 江秋鶩 - 可憐的媽媽（1961年）飾 范家寶 - 金粉世家（下集）（1961年）飾 金燕西 - 火窟幽蘭（1961年）飾 杜仲文 - 盧森探案（1961年）飾 盧森 - 糊塗金龜婿（1961年）飾 張福 - 唉，郎錯了！（1961年）飾 楊志強 - 金粉世家（上集）（1961年）飾 金燕西 - 相見歡（1961年）飾 許良 - 似水流年（1962年）飾 黃惜時 - 殘月離魂（1962年）飾 陳子健 - 滿江紅（1962年）飾 于水村 - 夜深沉（1962年）飾 丁二和 - 心心相印（1962年） - 血繡鞋（1962年）飾 陳漢希 - 千方百計搶財神（1962年）飾 張華 - 花花世界（1962年）飾 羅保榕 - 夫憑妻貴（1962年）飾 高國楝 - 回魂夜（1962年）飾 呂保強 - 職業夫妻（1962年）飾 趙子平 - 冷秋薇（上集）（1963年）飾 李文俊 - 倚天屠龍記（上集）（1963年）飾 張翠山 - 秦淮世家（1963年）飾 小說家徐亦俊 - 枕邊驚魂（1963年）飾 任天培 - 冷秋薇（下集）（1963年）飾 李文俊 - 密底算盤（1963年）飾 常明 - 倚天屠龍記（下集）（1963年）飾 張翠山 - 狂人塔（下集）（1963年）飾 古晉生 - 狂人塔（上集）（1963年）飾 古晉生 - 復活玫瑰（1963年）飾 曹建安 - 大富之家（1963年）飾 盧有成 - 鬼屋疑雲（1963年）飾 張應琪 - 古屋行屍（1963年）飾 孫志強 - 金玉滿堂（1963年）飾 大少爺曾文清 - 鬼兇手（1964年） 飾 張健 - 驚弓鳥（1964年） 飾 胡明 - 高處不勝寒（1964年） 飾 王志高 - 女大女世界（1964年） 飾 黃大偉 - 頭獎馬票（1964年） 飾 陳凡 - 大飯店（1964年） 飾 鍾藝聲 - 午夜招魂（1964年） 飾 陶德華 - 大少奶（1964年） 飾 陳一鶴 - 男男女女（1964年） 飾 張震 - 鬼新娘（1964年） 飾 陳志剛 - 萬里追踪（1965年） 飾 阿幹 - 罪人（上集）（1965年） 飾 林大貴 - 毒降頭（1965年） 飾 程梦華 - 馬陵道（1965年） 飾 孫臏 - 飄零雁（1965年） 飾 陳世昌 - 罪人（下集）（1965年） 飾 林大貴 - 女司機（1965年） 飾 任揚 - 冷梅情淚（1965年） 飾 李一鸿 - 連升三級（1966年） - 一水隔天涯（1966年）飾 陳沛帆 - 賊美人（1966年）飾 趙一之 - 小姐、先生、師奶（1967年）飾 佐治 - 窗外情（1968年）飾 吴俊偉 - 狂龍（1969年）飾 黑道老大 - 拳頭枕頭（1972年） - 窄梯（1972年） - 搖錢樹（1973年） - 騙術奇中奇（1973年） - 亡命浪子（1973年） - 阿牛入城記（1974年） - 早婚（1974年） - 神化外母古惑妻（1975年）飾 戴高獲 - 老夫子（1975年） - 扭計祖宗陳夢吉（1975年）飾 荒唐鏡 - 拍案驚奇（1975年） - 陳夢吉計破脂粉陣（1975年）飾 荒唐鏡 - 傾國傾城（1975年）飾 翁同龢 - 妙妙女郎（1975年） - 同居（1975年）飾 秦經理（客串） - 狐天狐地（1976年）飾 戴高獲 - 色香味（1976年） - 愛在夏威弟（1976年）飾 凱玲爺爺 - 鬼才倫文敘（1976年） - 星座奇趣錄（1976年）飾 色情房東 - 大富人家（1976年） - 扭計三星（1977年） - 亂龍搏懵（1977年） - 幽蘭在雨中（1977年） - 發錢寒（1977年）飾 陳千億 - 滾女搵老襯（1977年）飾 郭大富經理 - 秀花大盜（1978年）飾 蛇王 - 發財埋便（1978年） - 老夫子奇趣錄（1978年）飾 趙經理 - 倚天屠龍記（1978年）飾 張三豐 - 乾隆下揚州（1978年）飾 范時行 - 漩渦（1978年）飾 張杰雄 - 浪子一招（1978年） - 掃黃奇趣錄（1979年） - 鬼咁過癮（1979年）飾 方玉川 - 風水奇譚（1979年） - 千門八將（1981年）飾 正將陳雲龍 - 陸小鳳之決戰前後（1981年）飾 泥人張 - 賊王之王（1982年）飾 時常發 - 浣花洗劍（1982年）飾 冰天老人 - 又見冤家（1984年） |

### 執行監製
- 復活（1955年）
- 半夜奇談（1955年）
- 柳毅傳書（1958年）
- 天官賜福（1958年）

### 編劇
- 蝙蝠大盜（1948年）
- 家和萬事興（1956年）
- 血繡鞋（1962年）
- 千方百計搶財神（1962年）
- 倚天屠龍記（下集）（1963年）
- 倚天屠龍記（上集）（1963年）
- 頭獎馬票（1964年）
- 午夜招魂（1964年）
- 鬼新娘（1964年）
- 鬼兇手（1964年）
- 飄零雁（1965年）
- 小姐、先生、師奶（1967年）

## 電視劇

### 電視劇（無綫電視）
- 1970年 幼吾幼
- 1970年 心燄
- 1970年 少奶奶的扇子
- 1970年 天之驕子
- 1970年 今夕何夕
- 1970年 刻薄成家
- 1971年 梁上君子
- 1971年 巡按使

### 電視劇（麗的電視／亞洲電視）
- 1974年 燕飛翔
- 1974年 家春秋
- 1974年 凡夫 飾 馬超泉
- 1974年 春怨
- 1974年 夕陽紅
- 1975年 十大奇案（單元劇）之碎屍案 飾 包剛泰
- 1975年 子夜 飾 蘇西波
- 1976年 靜默的革命 飾 蘇西波
- 1976年 無語問蒼天
- 1976年 祥林嫂
- 1976年 錦繡人生之黃昏之舞 飾 曹教授
- 1976年 三國春秋 飾 諸葛亮
- 1976年 大家姐 飾 堅叔
- 1976年 欲海花（單元劇） 飾 漢成帝
- 1976年 十大刺客之聶政 飾 嚴仲子
- 1976年 十大刺客之呂四娘 飾 康熙
- 1976年 十大刺客之荊軻 飾 李斯
- 1976年 十大刺客之秋瑾 飾 恩銘
- 1976年 十大奇案二（單元劇） 飾 鄺威廉
- 1977年 三兄弟
- 1977年 鑄情
- 1977年 浪淘沙 飾 高超雲
- 1977年 電視人
- 1977年 大件事
- 1978年 追族 飾 雍肇齡
- 1978年 十二生肖
- 1978年 鱷魚淚 飾 呂淦
- 1978年 巨星 飾 丁桂平
- 1978年 郎心如鐵 飾 區卓賢
- 1978年 變色龍 飾 程有材
- 1979年 情人箭 飾 金手指唐無影
- 1979年 天蠶變 飾 青松
- 1979年 新變色龍 飾 程有材
- 1979年 怒劍鳴 飾 岳世豪
- 1979年 俠盜風流 飾 釋塵大師
- 1980年 湖海爭霸錄 飾 張居正
- 1980年 大地恩情之家在珠江 飾 孫學齋
- 1980年 大內群英續集 飾 劉鏽
- 1980年 彩雲深處 飾 宋子雲
- 1981年 浴血太平山 飾 何庭恩
- 1981年 武俠帝女花 飾 崇禎帝
- 1981年 女媧行動 飾 王大衛
- 1981年 蕩寇誌 飾 許清遠
- 1982年 陳真 飾 徐硯農
- 1982年 大將軍 飾 李鴻章
- 1982年 琥珀青龍 飾 楊曉風
- 1982年 天堂有路 飾 趙文堅
- 1982年 老婆愈老愈可愛
- 1982年 烽火情仇 飾 金玉榮
- 1982年 家姐、細佬、飛髮舖 飾 師爺張
- 1983年 家姐、細佬、飛髮舖第二輯 飾 師爺張
- 1983年 八美圖 飾 馮鏡波
- 1983年 誓不低頭 飾 曾松光
- 1983年 世界仔
- 1983年 劍仙李白 飾 賀知章
- 1983年 鐵膽英雄 飾 安大人

### 電視劇（香港電台）
- 1978年 獅子山下之「四君子」飾 癮君子（沈友聲）
- 1978年 獅子山下之「橋」飾 村長
- 1984年 香江歲月 飾 KC Chow
- 1984年 陽光下的孩子 飾 公公

## 延伸阅读
[在维基数据编辑]

## 外部連結
- 張瑛在互联网电影资料库（IMDb）上的資料（英文）
- 在AllMovie上張瑛的頁面（英文）
- 張瑛在香港影庫上的簡介
- 張瑛在豆瓣上的资料（简体中文）
- 張瑛在时光网上的簡介（简体中文）